# Kōsuke Toriumi
Kōsuke Toriumi (鳥海 浩輔 Toriumi Kōsuke?,  Chigasaki, Prefectura de Kanagawa, 16 de mayo de 1973) es un actor de voz japonés, afiliado a Arts Vision. Es conocido por sus papeles de Kiba Inuzuka en Naruto, Shu Sakamaki en Diabolik Lovers, Szayel Aporro Granz en Bleach, Acnologia en Fairy Tail, Guido Mista en JoJo's Bizarre Adventure: Golden Wind, Cecil Aijima en Uta no Prince-sama, Kaeya en Genshin Impact, Shunsuke Imaizumi en Yowamushi Pedal y Kouga Gennosuke en Basilisk.

## Filmografía

### Anime
- Aldnoah.Zero (Soma Yagarai)
- Aquarion Evol (Andy W. Hole)
- Arslan Senki (2015) (Rajendra)
- Arslan Senki: Fūjin Ranbu (Rajendra)
- Black Clover (Nozel Silva)
- Baby Steps (Ryuuhei Aoi)
- Basilisk (  Gennosuke)
- Black Blood Brothers (Zaza)
- Bleach (Szayel Aporro Granz)
- Bobobo-bo Bo-bobo (Takashi)
- Brothers Conflict (Asahina Azusa)
- Captain Tsubasa Road to 2002 (Taro Misaki Adulto)
- Dakaretai Otoko 1-i ni Odosarete Imasu. (Kazuomi Usaka)
- Darker than Black (Yutaka Kōno)
- Danganronpa  (Kiyotaka Ishimaru)
- Diabolik Lovers  (Sakamaki Shū)
- Di Gi Charat (Rik Heisenberg)
- Divine Gate  (Lancelot)
- Elemental Gelade (Grayarts)
- Ensemble Stars! (Mikejima Madara)
- Fairy Tail (Acnologia)
- Gugure! Kokkuri-san (Tengu)
- Hayate the Combat Butler (Himuro Saeki)
- Hakuouki Shinsengumi Kitan (Hajime Saito)
- Haikyū!! (Kiyoomi Sakusa)
- Hōshin Engi (Shinkouhyou)
- Hungry Heart: Wild Striker (Kanō Kyōsuke)
- Junjou Romantica (Haruhiko Usami)
- Kaicho wa Maid-sama (Soutarou Kanou)
- Kimetsu no Yaiba (Gyokko)
- Kuroko no Basket (Kōsuke Wakamatsu)
- Katsugeki: Touken Ranbu (Mikazuki Munechika)
- Touken Ranbu: Hanamaru (Mikazuki Munechika)
- Zoku: Touken Ranbu Hanamaru (Mikazuki Munechika)
- Koi suru boukun (Tetsuhiro Morinaga)
- Kujira no Kora wa Sajō ni Utau (Kuchiba)
- Majin Tantei Nōgami Neuro (Jun Ishigaki)
- Makura no Danshi (Shirusu Mochizuki)
- Meiji Tokyo Renka (Otojirō Kawakami)
- Mieruko-chan (Mamoru Yotsuya)
- Nagi no Asukara (Uroko-sama)
- Naruto (Kiba Inuzuka)
- One Punch Man (Flashy Flash)
- Ouran High School Host Club (Akira Komatsuzawa)
- Pandora Hearts (Gilbert-Raven)
- Peacemaker Kurogane (Tōdō Heisuke)
- Prétear (Hayate)
- The Prince of Tennis (Kiyosumi Sengoku)
- Princess Princess (Masayuki Koshino)
- Re:Zero kara Hajimeru Isekai Seikatsu (Kenichi Natsuki)
- Romeo x Juliet (Curio)
- Room mate (Shinya Miyasaka)
- Sailor Moon Crystal (Nepherite)
- Saiunkoku Monogatari (Sa Kokujun)
- Saiyuki Reload: Burial (Kenyuu)
- Seito Kaichou ni Chuukoku (kokusai)
- Uta no prince-sama Maji love 2000% (Aijima Cecil)
- Tsukiuta the animation (Mutsuki Hajime)
- ToHeart2 (Yuji Kousaka)
- Togainu no Chi (Akira)
- Yakitate!! Japan (Go Chimatsuri)
- Yowamushi Pedal (Shunsuke Imaizumi)
- Zatch Bell (Ululu)

### Videojuegos
- Baten Kaitos: Eternal Wings and the Lost Ocean (Kalas)
- Captain Tsubasa: Dream Team:(Ramón Victorino)
- CLOCK ZERO (Hanabusa Madoka)
- Diabolik Lovers: Sakamaki Shū
- Grand Chase: Rufus
- Hakuōki: Saitou Hajime (todos)
- Harukanaru Toki no Naka de 3: Izayoiki (Fujiwara no Yasuhira)
- Marvel vs. Capcom: Clash of Super Heroes (Strider Hiryu)
- Namco x Capcom (Strider Hiryu, Strider Hien)
- Persona 2 (Eikichi Mishina)
- Persona 3 (Junpei Iori)
- Persona 4 The Ultimax Ultra Suplex Hold (Junpei Iori)
- Saint Seiya Awakening (Milo de Escorpión)
- Shinobi (Shirogane)
- Super Smash Bros. para Nintendo 3DS y Wii U – (Little Mac)
- Soulcalibur II (Hong Yun-seong)
- Street Fighter Alpha 3 (Fei-Long)
- Strider 2 (Strider Hiryu)
- Tales of Vesperia (Yuri Lowell)
- ToHeart2 (Yuji Kousaka)
- Togainu no Chi (Akira)
- Uta no Prince-sama (Cecil Aijima)
- Brothers Conflict (Asahina Azusa)
- Danganronpa (Kiyotaka Ishimaru)
- Tsukino Paradise (Mutsuki Hajime)
- Rune Factory 4 : (Leon Karnak)
- Saint Seiya Awakening (Scorpio Milo)
- Genshin Impact (Kaeya)
- Final Fantasy XIV (Zenos Yae Galvus)

### CD Dramas
- Yandere Heaven: (Atsushi)
- Diabolik Lovers: (Sakamaki Shuu)
- Seventh Heaven: (Mint)
- Koi suru boukun: (Morinaga Tetsuhiro)